# Đồng Du
Đồng Du là một xã thuộc huyện Bình Lục, tỉnh Hà Nam, Việt Nam.
Xã Đồng Du có diện tích 7,4 km², dân số năm 1999 là 7406 người, mật độ dân số đạt 1001 người/km².
Đồng Du là nơi có đình An Bài được công nhận là di sản văn hóa cấp Quốc Gia